# Koca Davud Pascha
Koca Davud Pascha (* um 1446; † 20. Oktober 1498 in Didymoticho) war ein osmanischer General und von 1483 bis 1497 Großwesir des Osmanischen Reiches.  Der Beiname Koca bedeutet groß bzw. alt, außerdem trug er den Beinamen damat, der ein Ehrentitel ist für Männer, die in die Sultansfamilie eingeheiratet haben.

## Leben
Davud Pascha wurde in Albanien geboren und konvertierte vom Christentum zum Islam. Im Rahmen der Knabenlese kam Davud nach Istanbul, besuchte die Palastschule Enderun und begann eine Karriere in der osmanischen Armee.
Im Jahr 1473 wurde er als Beylerbey des Eyâlet Anatolien Kommandeur der osmanischen Armee in der siegreichen Schlacht von Otlukbeli gegen die Aq Qoyunlu.
Im Jahr 1478 erhielt er von Sultan Mehmed II., der Kruja belagerte, die Kontrolle über die Truppen, die gegen Shkodra marschierten. Davud Pascha gelang die Eroberung der Stadt Shkodra und er eroberte so die letzte Festung der Liga von Lezha. Damit endeten die osmanisch-albanischen Kriege. Im folgenden Jahr wurde er Sandschakbey des Sandschak Bosnien und Kommandeur der Akıncı-Kavallerie. Er führte umfangreiche Angriffe und Überfälle auf das Königreich Ungarn durch.
Im Jahr 1483 wurde er zum Großwesir ernannt. In diesem Amt führte er die osmanische Armee im Feldzug des Osmanisch-Mamluckenkrieges (1485–1491) von 1487 an. Anfangs plante Davud Pascha eine umfassende Offensiv-Expedition gegen die Mamlucken, aber sein Plan wurde von Bayezid II. abgelehnt, der ihn aber beauftragte, die Stämme Turgutlu und Varsak anzugreifen. Als Davud Pascha die Gebiete Turgut und Varsak erreichte, unterwarfen sich ihm die Varsak-Führer, einschließlich des Stammesoberhauptes, und schworen dem Osmanischen Reich die Treue.
Koca Davud Pascha starb 1498 in Didymoteicho und hinterließ ein großes Vermögen, mit dem zahlreiche Stiftungen gegründet wurden, die viele öffentliche Bauwerke begründeten.

## Bauwerke
Davud Paschas Bauwerke befinden sich hauptsächlich im Bereich des einstigen Arcadius-Forums nördlich der Koca-Mustafapașa-Caddesi in Istanbul. In dieser Gegend baute er 1485 eine Moschee mit 108 Geschäften, einer Madrasa, einer Schule, einem Hospiz, einer Suppenküche für die arme Bevölkerung und einem Brunnen. Das gesamte Viertel wurde nach ihm Davutpaşa genannt und gehört heute zum Stadtbezirk Fatih. Im Viertel Yenikapı baute er einen Palast, einen Anlegesteg, elf Geschäfte und öffentliche Bäder. Zu seinen weiteren öffentlichen Gebäuden gehören ein Besistan in Bitola und Geschäfte in Skopje und Bursa. Davud Paschas Bäder in Skopje sind die größten auf dem Balkan. In der Neuzeit werden sie als Kunstgalerie genutzt.